# 坎加珠症状
坎加珠症状（英語：Canga's bead symptom），是一个放射学术语，定义一类子宫和输卵管结节状结构的不规则外形，这类病征会出现在生殖结核病患者身上。